# Rövidszőrű isztriai kopó
A rövidszőrű isztriai kopó egy balkáni kopófajta.

## Történeti áttekintés
A Balkán legősibb kopója. III. Tuthmószisz sírjában i. e. 1500 körül megtaláltak egy kutya ábrázolását, amely hasonlít a fajtához. Az első írásos említése 1337-ből származik. 1719-ben Tiziano lefestett egy ilyen fajta kutyát. Feltehetőleg a föníciaiak által idehozott ázsiai agarak és európai masztiffok kereszteződéséből származik.

## Felhasználás
A Balkán legnépszerűbb kopófajtája, mivel kiváló nyúlvadász, jó vércsapázó, és kitűnően alkalmas a nehéz, köves, tövises karsztvidékre.

## Jellemzői
Nagyon magas, jó hang, temperamentumos, engedelmes személyiség és nemes megjelenés jellemzi. Szőre rövid és vékony. Hosszú, keskeny fej, karcsú testfelépítés, vékony, enyhén megemelten tartott farok.

## Méretei
Marmagasság: 44–56 cm
Testtömeg: 14–20 kg

## Egyéb balkáni kopófajták
- Drótszőrű isztriai kopó
- Jugoszláv háromszínű kopó
- Jugoszláv hegyi kopó
- Szávavölgyi kopó
- Szerb kopó
- Durvaszőrű bosnyák kopó